# Warendorf
Warendorf est une ville allemande située en Rhénanie-du-Nord-Westphalie et chef-lieu de l'arrondissement de Warendorf.

## Histoire
| Appartenances historiques Principauté épiscopale de Münster 1197-1802 Royaume de Prusse 1802-1806 Grand-duché de Berg 1806-1814 Royaume de Prusse (Province de Westphalie) 1815-1918 République de Weimar 1918-1933 Reich allemand 1933-1945 Allemagne occupée 1945-1949 Allemagne 1949-présent |

L’origine du Warendorf remonte à l’ancienne cour royale saxonne de Oberhof Warintharpa (« le village sur le quai »), qui avait probablement existé en 700 apr. J.-C.
Entre 1197 et 1201, Warendorf devint une ville. Pendant ce temps, parmi la paroisse déjà établie, qui appartenait à la vieille église de Saint Laurentius, une nouvelle deuxième paroisse avec la nouvelle église Marienkirche a été formée juste à l'ouest du centre-ville. Les archives médiévales de la fondation de Warendorf sont manquantes, de même que plusieurs archives et documents à Münster. Ils ont tous été détruits pendant le règne sous les anabaptistes Mgr Hermann II von Katzenelnbogen (évêque 1173-1202) a également contribué à la fondation de la ville[Quoi ?].

## Personnalités liées à la ville
- Gustave Beer (1855-), couturier né à Warendorf.
- Thomas Oppermann (1954-2020), homme politique né à Freckenhorst.
- Frank Ostholt (1975-), cavalier né à Warendorf.

## Galerie

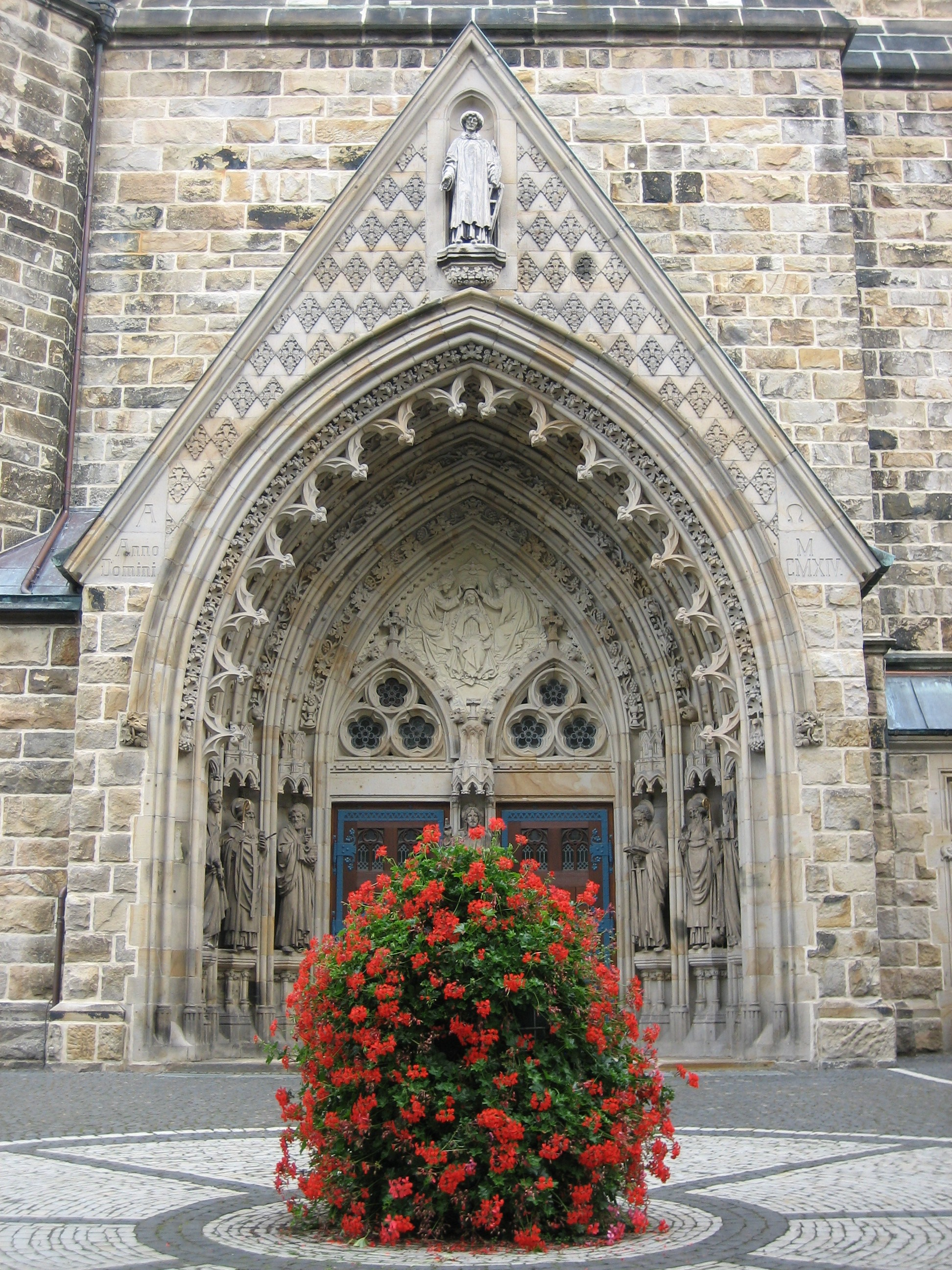
La cathédrale.
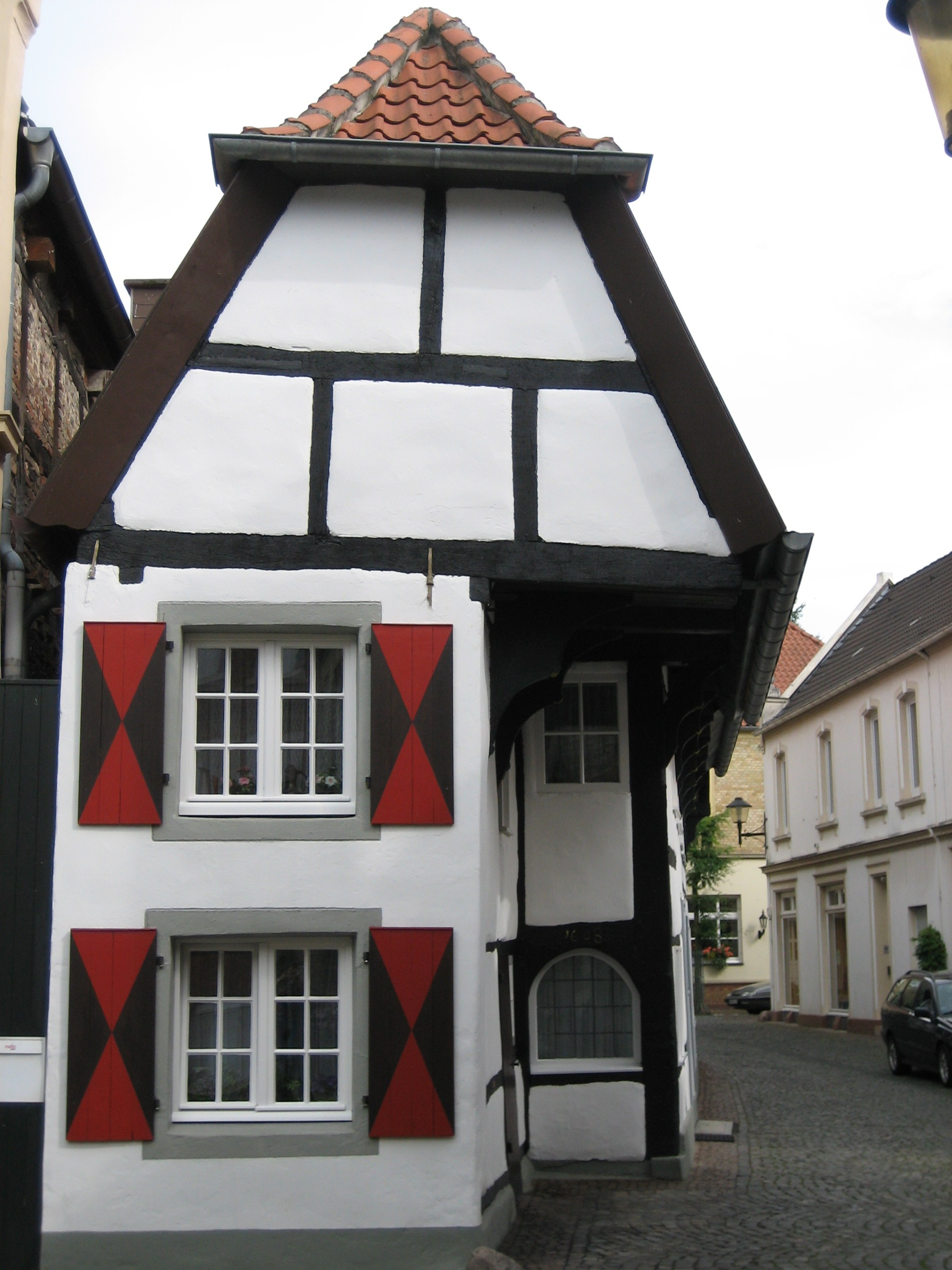
Une maison de 1608.
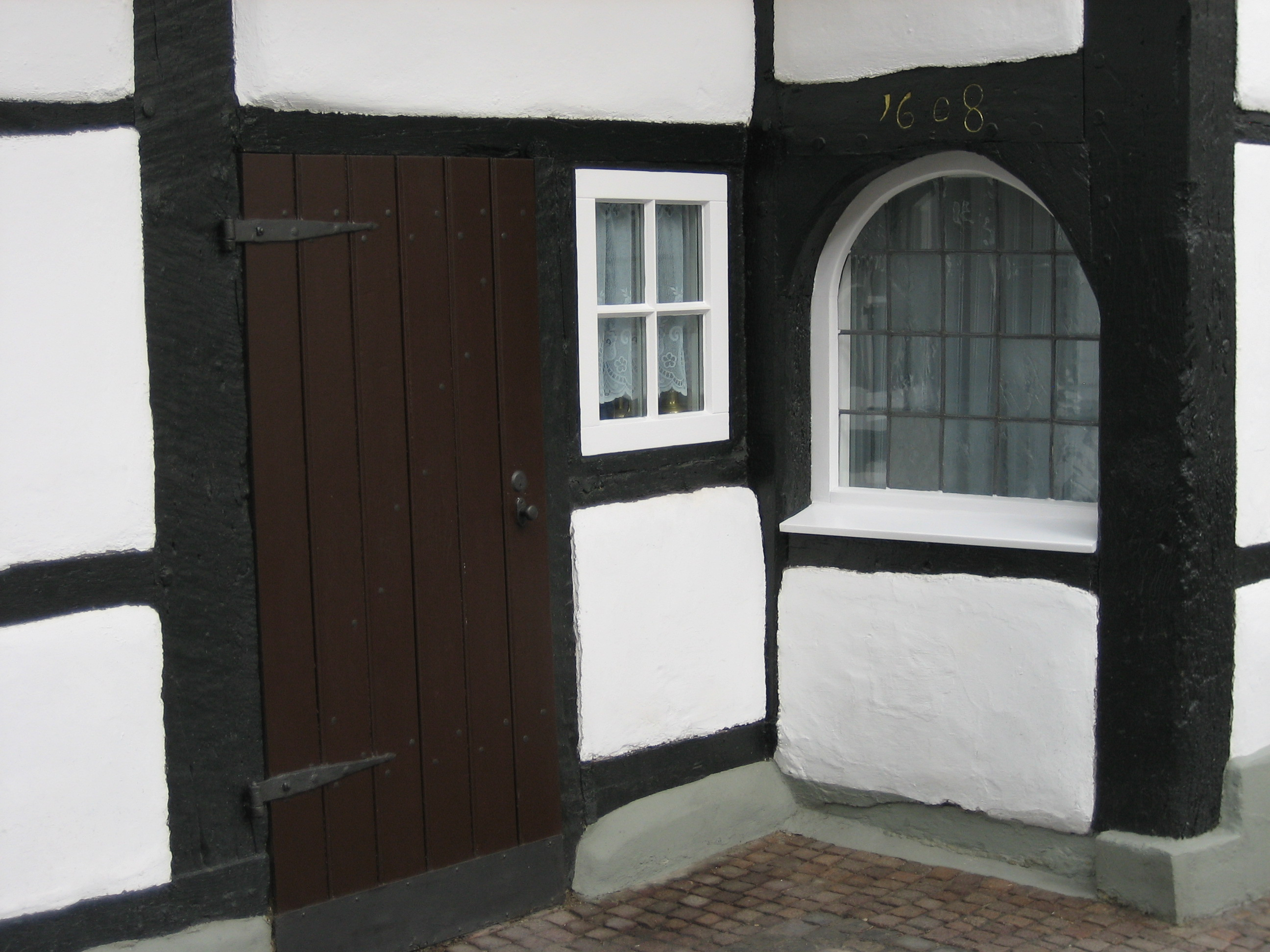
Entrée d'une maison de 1608.
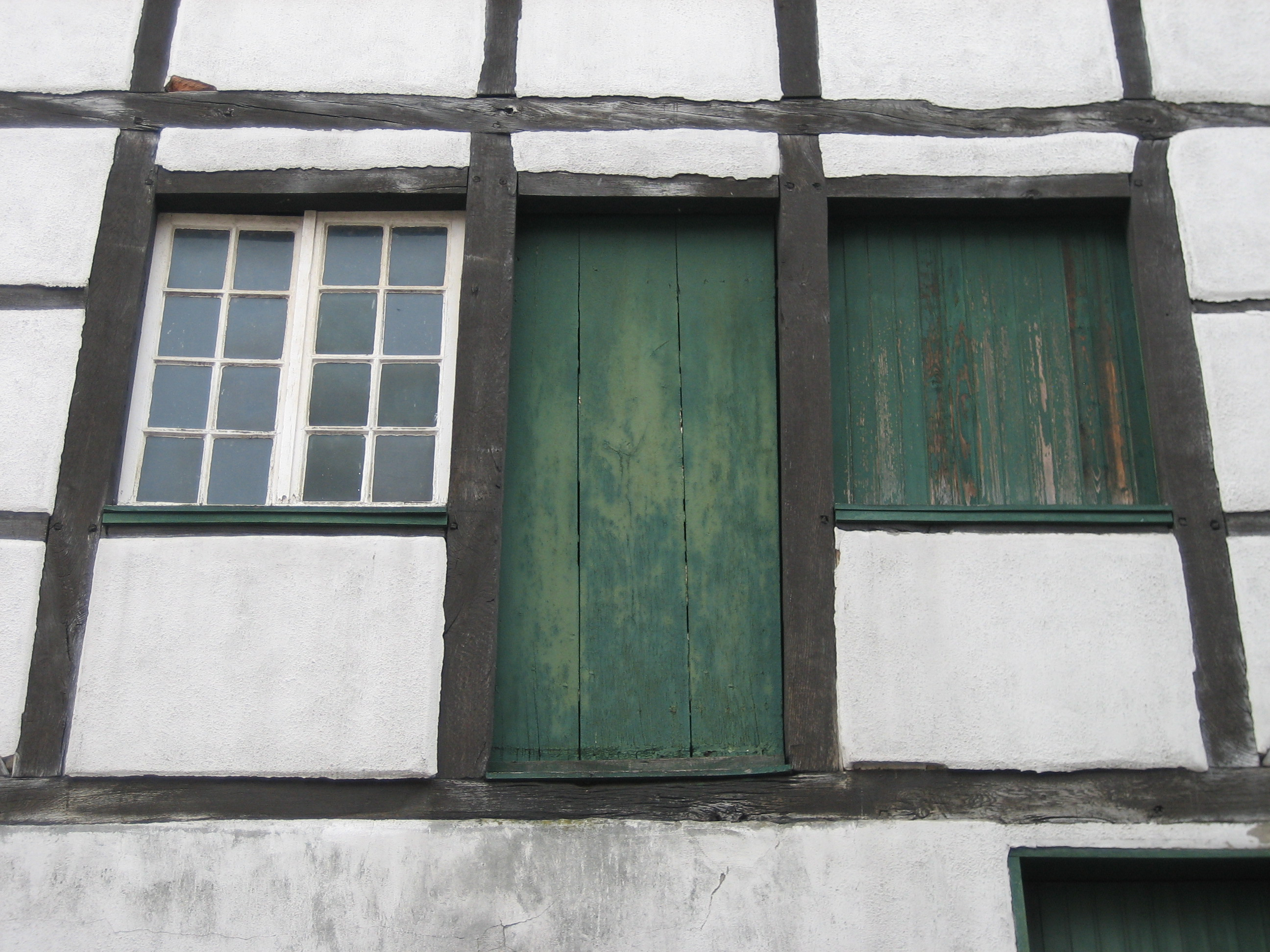
Une vieille maison à Warendorf.
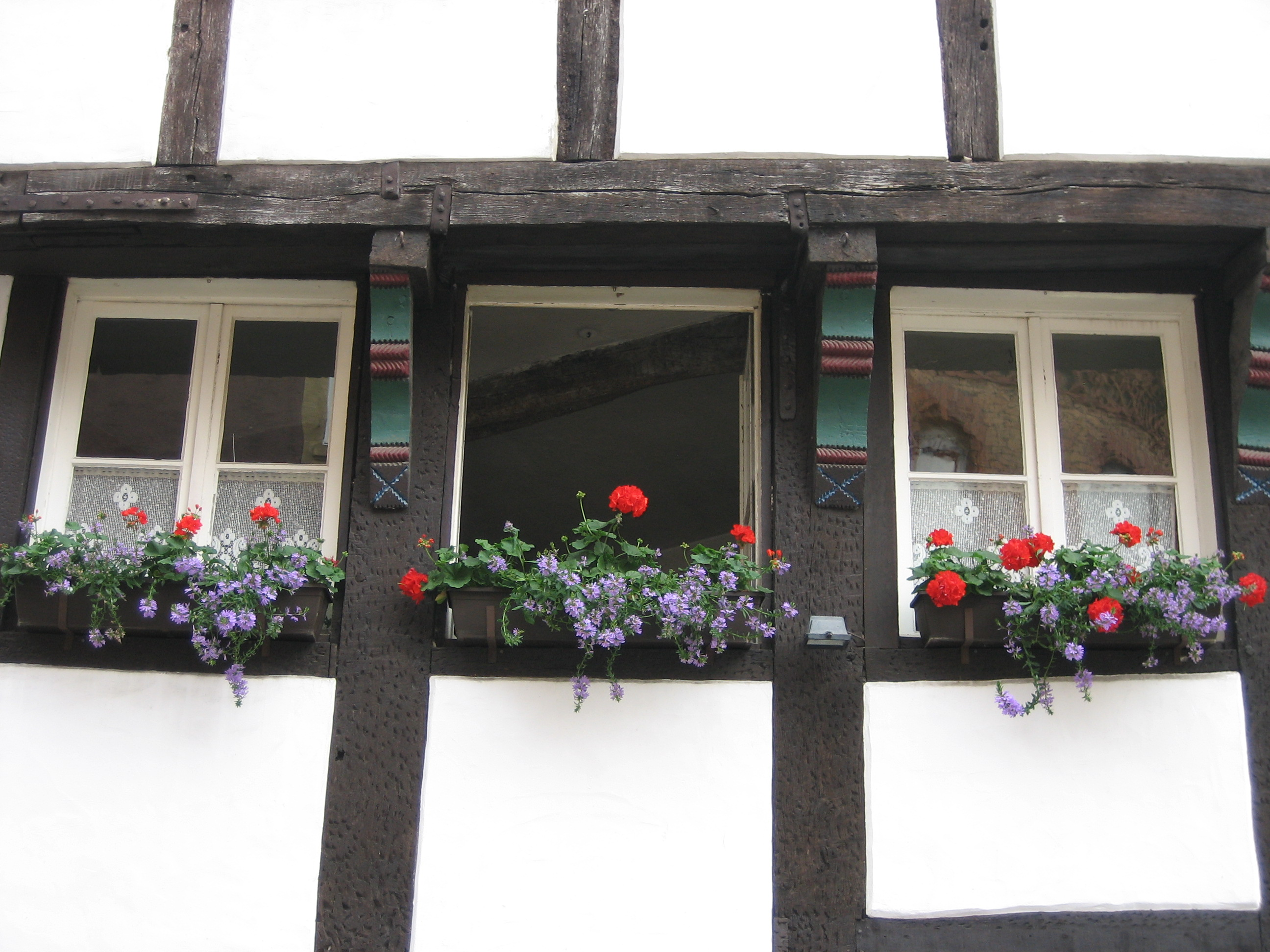
Détails d'une maison typique.
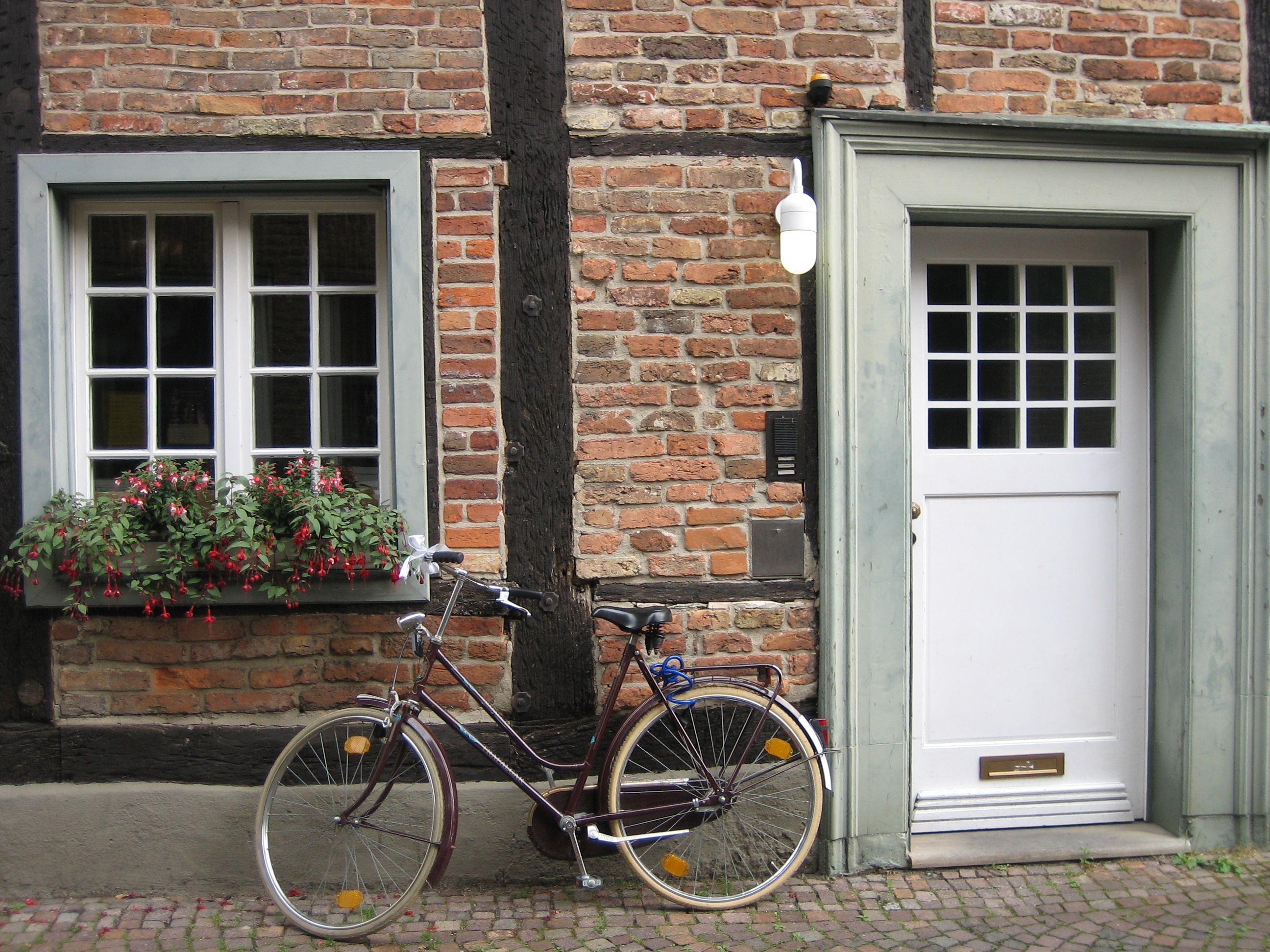
Une maison dans la Laurentiusstraße
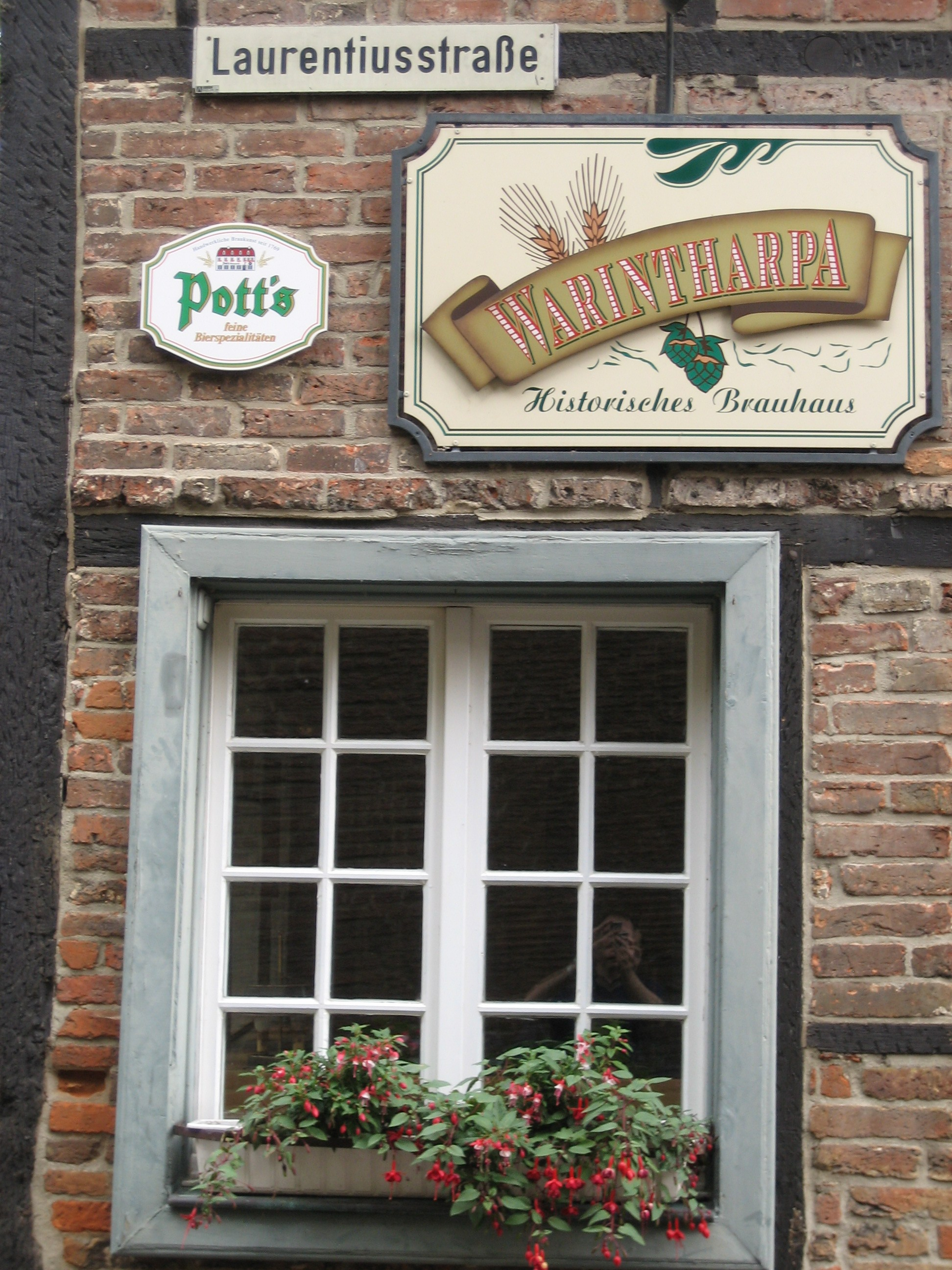
La brasserie Warintharpa
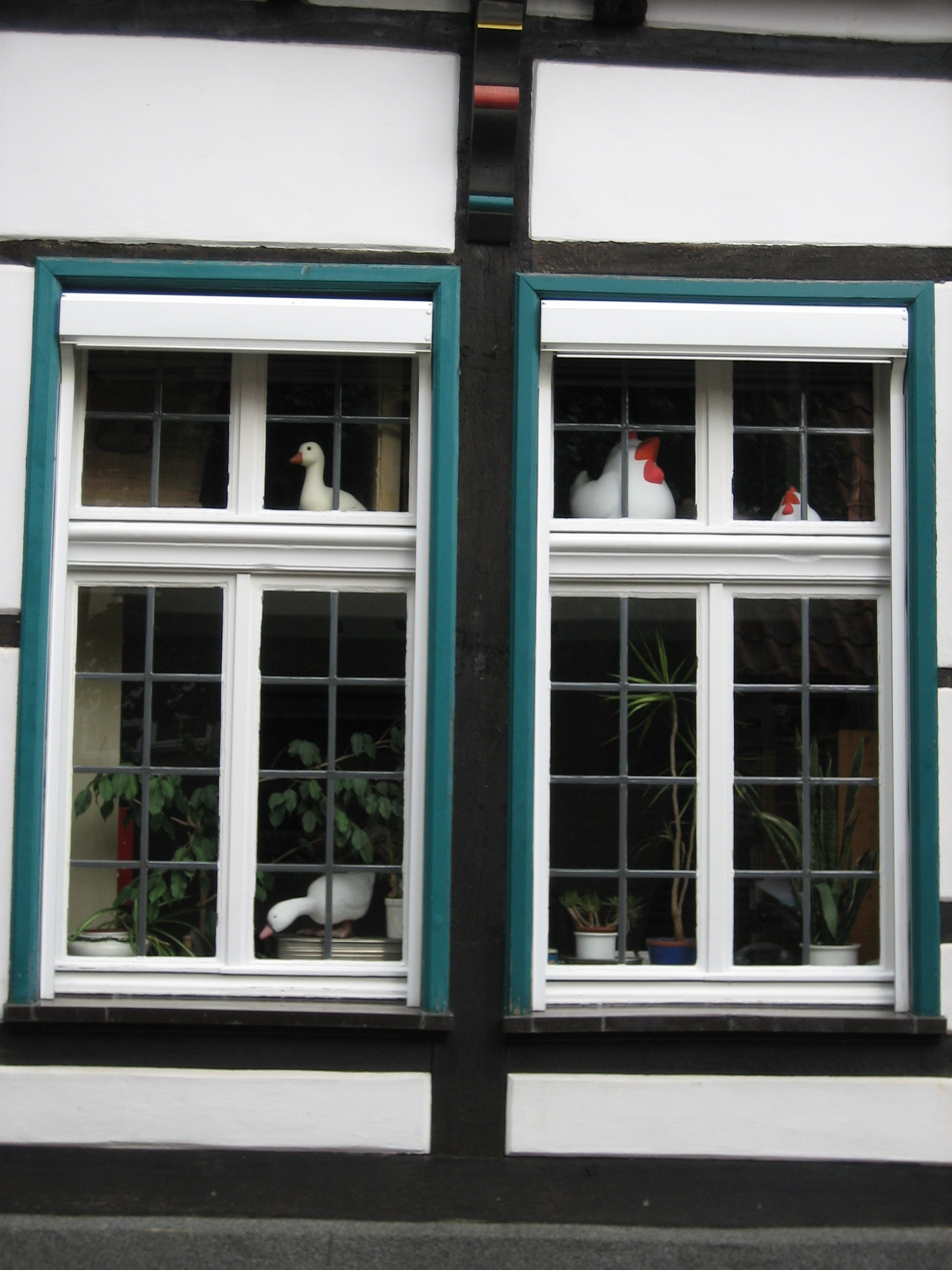
Une fenêtre sur la Laurentiusstraße